# Quierschied
Quierschied es un municipio del distrito de Saarbrücken, en Sarre, Alemania. Se sitúa a 11 km al noreste de la ciudad de Saarbrücken.

## Ciudadanos famosos
- Bruno Simma (nacido el 29 de marzo de 1941), un jurista alemán que sirvió a la Corte Internacional de Justicia desde 2003 a 2012.
- Armin Hary (nacido el 22 de marzo de 1937), un atleta alemán.